# Alexander Fjodorowitsch Trepow

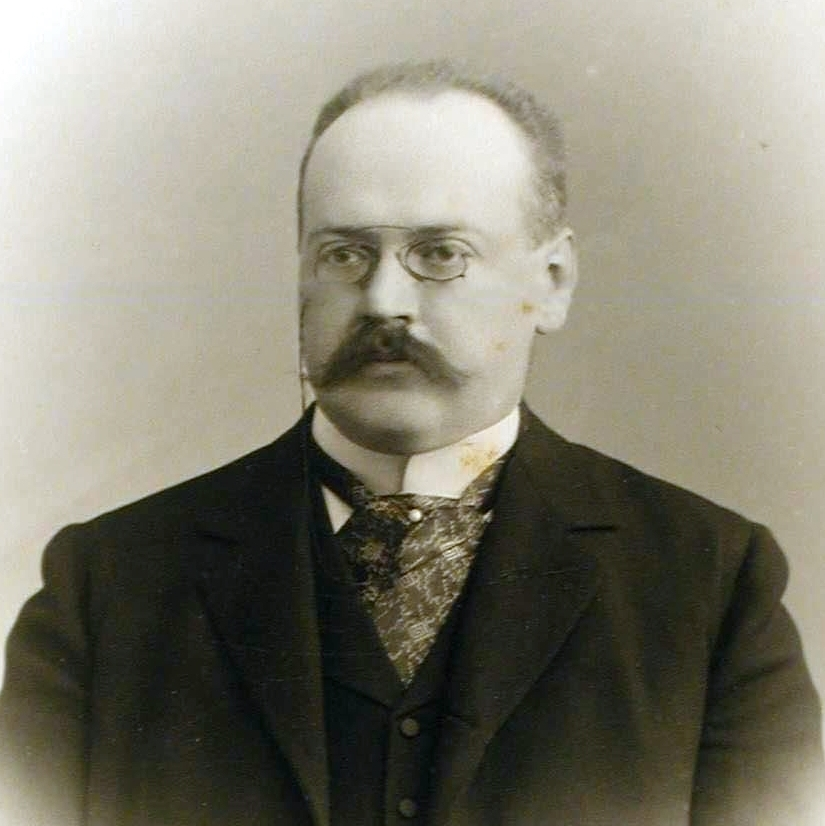
Alexander Trepow

Alexander Fjodorowitsch Trepow (russisch Александр Фёдорович Трепов; * 18. Septemberjul. / 30. September 1862greg. in Kiew; † 10. November 1928 in Nizza) war ein russischer Staatsmann, Verkehrsminister und Ministerpräsident im Kaiserreich Russland.

## Biografie

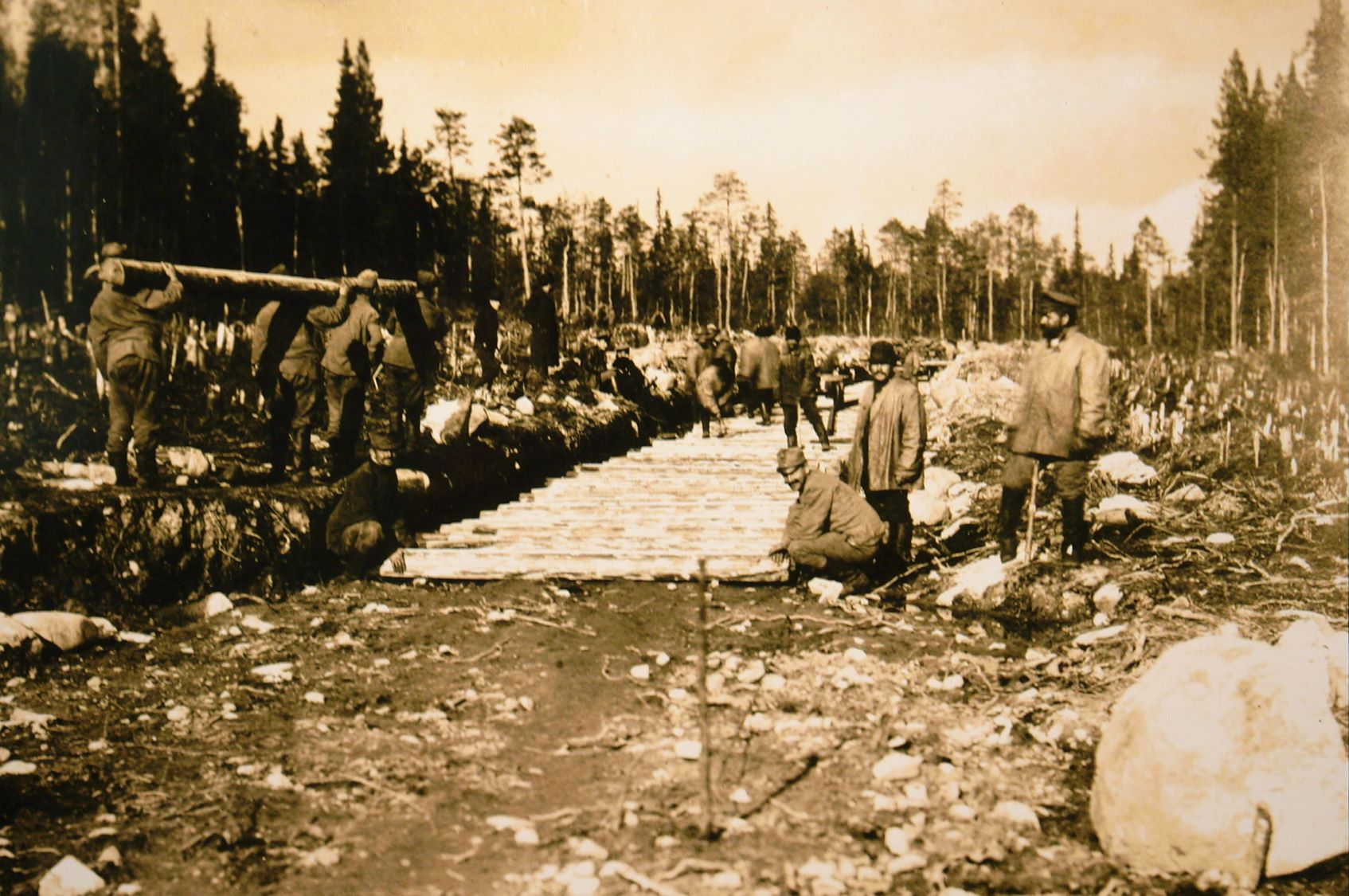
Kriegsgefangene beim Bau der Murmanbahn, 1916

Er war der jüngste Sohn von Fjodor Trepow dem Älteren (1809–1889), der an der Unterdrückung des Novemberaufstandes 1830/1831 in Polen beteiligt war. Seine drei Brüder Fjodor, Dmitri und Wladimir waren allesamt leitende Beamte zur Regierungszeit des Zaren Nikolaus II.  Alexander absolvierte eine Ausbildung im Pagenkorps, arbeitete dann im Innenministerium, wurde zum Adelsmarschall des Ujesd Perejaslaw gewählt und wurde 1899 stellvertretender Staatssekretär. Als Mitglied einer Sonderkommission beteiligte er sich am Entwurf eines Plans für eine Staatsduma und das Oktobermanifest. 1906 wurde er Senator im Regierenden Senat. 1914 erfolgte die Ernennung zum Staatsrat, am 17. Oktoberjul. / 30. Oktober 1915greg. die Ernennung zum Verkehrsminister, am  10. Novemberjul. / 23. November 1916greg. zum Ministerpräsidenten als Nachfolger von Boris Stürmer. Als Verbindung zwischen dem eisfreien Hafen von Murmansk und der Ostfront ließ Trepow 1916/1917 von Kriegsgefangenen die Murmanbahn errichten. In den folgenden Monaten versuchte er erfolglos, den Einfluss Rasputins auf den Zaren einzudämmen. Kurz nach der Ermordung Rasputins wurde er mit der Befragung von Felix Jussupow, einem der Mörder Rasputins, über die Umstände der Mordnacht beauftragt.
Nach der Oktoberrevolution wurde Trepow verhaftet und nach seiner Entlassung aus der Haft zu einem Anführer der Weißen. Von Herbst 1918 bis 1919 leitete er das Sonderkomitee für Russland im finnischen Helsinki. Er emigrierte daraufhin nach Frankreich und unterstützte von dort aus die Weiße Armee. Ende Mai 1921 nahm er am Russischen Monarchistenkongress in Bad Reichenhall teil, sowie an einem russischen Emigrantenkongress im April 1926 mit Teilnehmern aus 26 Ländern im Hotel Majestic in Paris, der auf Veranlassung von Peter Struve organisiert wurde.

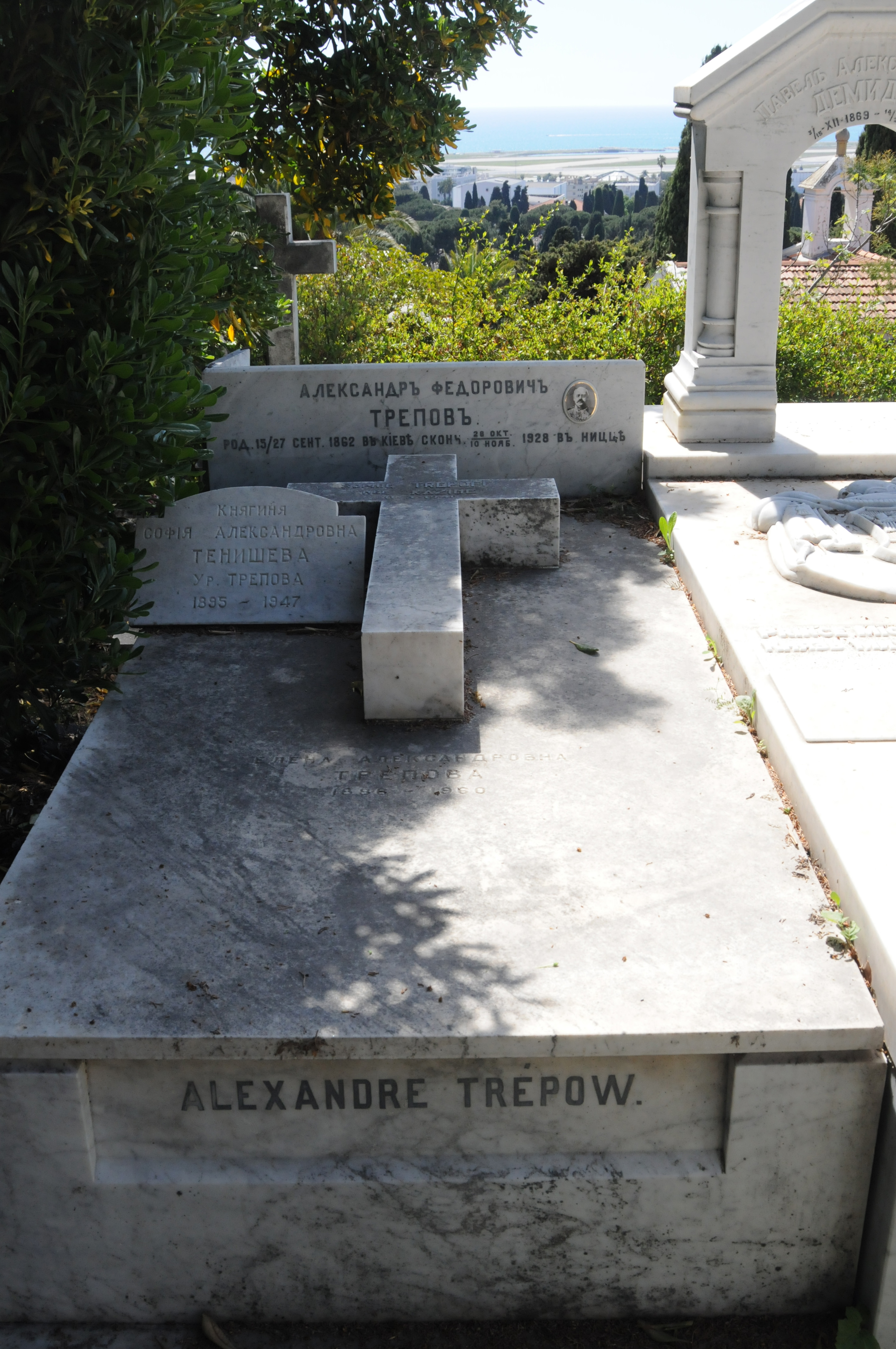
Grab von Alexander Trepow auf dem Cimetière russe in Nizza

Er starb am 10. November 1928 in Nizza und wurde auf dem dortigen russisch-orthodoxen Friedhof begraben.
1916 wurde er als Kommandeur der Ehrenlegion ausgezeichnet.